# Richard Chancellor
Richard Chancellor – angielski badacz Arktyki, poszukiwacz przejścia północno-wschodniego, ur. około 1520 w Bristolu, zm. 1556. W połowie XVI wieku miał w Anglii opinię doświadczonego nawigatora.
W tamtych czasach angielscy kupcy byli zainteresowani w znalezieniu alternatywnej drogi (wobec szlaków opanowanych przez Portugalczyków, Hiszpanów) i Ligę Hanzeatycką do Indii i na Daleki Wschód. W roku 1551 znany podróżnik Sebastian Cabot, wraz z grupą londyńskich kupców, utworzył spółkę, której celem było znalezienie północnej drogi do krajów Azji.

## Pierwsza wyprawa

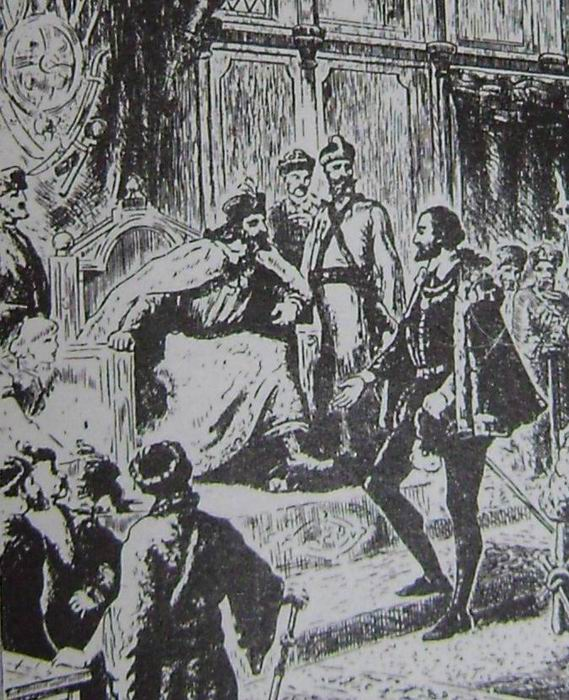
Richard Chancellor (1553)

W roku 1553 spółka Cabota zorganizowała wyprawę na północ. W skład ekspedycji weszły trzy statki: „Edward Bonaventure” pod dowództwem Stephena Borougha, „Bona Esperanza” pod dowództwem stojącego na czele całej wyprawy sir Hugh Willoughby'ego oraz „Bona Confidentia” pod dowództwem Corneliusa Durfortha. Głównym pilotem ekspedycji został (zaokrętowany na „Edward Bonaventure”) Chancellor. Statki opuściły ujście Tamizy w maju, kierując się ku północnym wybrzeżom Norwegii.
W sierpniu, wkrótce po minięciu Nordkappu, statki zostały rozdzielone przez sztorm. „Bona Esperanza” i „Bona Confidentia” znalazły schronienie w zatokach u wybrzeży Półwyspu Kola, ale ich załogi nie przeżyły zimy. Natomiast statek Borougha pokonał Morze Barentsa docierając w pobliże Nowej Ziemi. Spychany przez lody statek musiał jednak zawrócić. Chancellor wyznaczył wówczas kurs na południowy zachód. „Edward Bonaventure” przemierzył wolne od lodów Morze Białe i zakotwiczył w ujściu Dwiny. W miejscu dzisiejszego portowego miasta Archangielsk angielscy żeglarze założyli faktorię handlową.
Niedługo później zorientowali się, że „odkryty” przez nich ląd to północna Rosja i – na zaproszenie dworu carskiego – odbyli saniami długą (ponad 1500 kilometrów) drogę do Moskwy, gdzie zostali ciepło przyjęci przez cara Iwana Groźnego. Po nawiązaniu kontaktów z kupcami moskiewskimi wrócili nad Dwinę, ale nie poszukiwali już więcej przejścia na wschód, a po opłynięciu Norwegii wrócili latem 1554 do Anglii, owacyjnie witani przez londyńskich kupców, którzy uznali nawiązanie stosunków z nową potęgą na wschodzie za wielkie osiągnięcie. Spółka Cabota nazwana została Muscovy Company koncentrując się na wymianie handlowej z Rosją.

## Wyprawa druga i ostatnia
W 1555 roku Chancellor odbył swą drugą podróż tym samym szlakiem do Moskwy na zlecenie spółki Cabota. Tym razem towarzyszyła mu żona. W czasie tej wyprawy poznał losy załóg pozostałych dwóch statków poprzedniej ekspedycji i odzyskał dziennik Willoughby'ego, który natychmiast przesłał do Londynu.
Po nawiązaniu w Moskwie oficjalnych stosunków dyplomatycznych Chancellor z żoną i pierwszym, nowo mianowanym przez cara rosyjskim ambasadorem, skierował statek do Anglii. Podczas sztormu u wybrzeży Szkocji latem 1556 roku „Edward Bonaventure” zatonął, zabierając ze sobą na dno małżeństwo Chancellorów. Rosyjski ambasador ocalał i po jakimś czasie dotarł do Londynu.

## Podsumowanie
Richard Chancellor był pionierem brytyjskich podróży arktycznych. Jego statek był specjalnie przygotowany do trudnej żeglugi wśród pól lodowych. Doświadczony żeglarz, jako jeden z pierwszych w Anglii posługiwał się instrumentem do zliczania wysokości słońca nad horyzontem - astrolabium - nakreślił też kilka map basenu Morza Białego.
Jakkolwiek jego podróż w roku 1553 nie doprowadziła do odkrycia przejścia północno-wschodniego, ale utworzona przezeń w ujsciu Dwiny faktoria handlowa (późniejszy Archangielsk) przyczyniła się do rozwoju wymiany syberyjskich futer na angielskie sukna. Jego następcy poszerzyli zasięg Muscovy Company aż po brzegi Morza Kaspijskiego.
Wyprawy Chancellora pośrednio zwróciły uwagę dworu carskiego na kwestię otwarcia dróg morskich i przyczyniły się do szeregu działań ofensywnych skierowanych głównie przeciwko Szwecji i Rzeczypospolitej mających na celu zagarnięcie miast Rewel i Dorpat, co zapoczątkowało szereg wojen polsko-rosyjskich i szwedzko-rosyjskich w XVI i XVII wieku.